# Lesînkî, Kobeleakî
Lesînkî (în ucraineană Лесинки) este un sat în comuna Vasîlivka din raionul Kobeleakî, regiunea Poltava, Ucraina.

## Demografie
Componența lingvistică a localității Lesînkî
     Ucraineană (97,95%)
     Română (1,37%)
     Alte limbi (0,68%)
Conform recensământului din 2001, majoritatea populației localității Lesînkî era vorbitoare de ucraineană (97,95%), existând în minoritate și vorbitori de română (1,37%).